# Michael Rüter

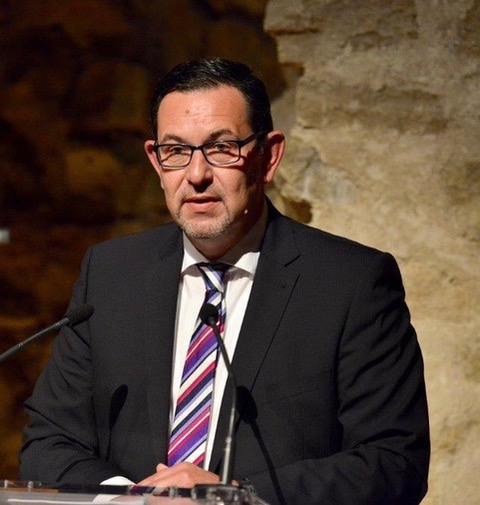
Michael Rüter 2024

Michael Rüter (* 13. Juli 1963 in Wanne-Eickel) ist ein deutscher Politiker (SPD) und ehemaliger politischer Beamter.  Er war von 2013 bis 2017 im Kabinett Weil I als niedersächsischer Staatssekretär Bevollmächtigter beim Bund.

## Leben
Rüter ist ausgebildeter Sozialwissenschaftler und seit dem Jahr 1983 Mitglied der SPD, zunächst mit einem Schwerpunkt in der internationalen Arbeit. In den Jahren 1991 bis 1995 war er stellvertretender Vorsitzender der International Union of Socialist Youth (IUSY) und gehörte dem Juso-Bundesvorstand an. Im Jahr 1996 war er Organisator des IUSY-Festivals in Bonn. Beim Bundeskongress der Jusos 1997 wurde Rüter zum Bundesgeschäftsführer gewählt, Andrea Nahles zur Bundesvorsitzenden.
In den Jahren 1998 bis 2008 arbeitete Rüter in verschiedenen Positionen beim SPD-Parteivorstand. Im Bundestagswahlkampf 1998 war er in der Wahlkampfzentrale der SPD „Kampa 1998“ verantwortlich für die Durchführung zahlreicher Großveranstaltungen. Seit 1999 war er zuständig für die Organisation der SPD-Bundesparteitage. Er in der Wahlkampfleitung zur Wahl des Abgeordnetenhauses von Berlin 2001,  bei der die SPD Berlin und Klaus Wowereit den Wahlsieg errangen.
Während der Bundestagswahl 2002 leitete er unter dem Koordinator der SPD-Wahlkampfzentrale (Kampa), Matthias Machnig, die Tour von Gerhard Schröder. In der Kampa 2005 der Bundestagswahl 2005 war er zuständig für die Mobilisierung der Partei und Zielgruppen.
Verantwortlich war er für die Vorbereitung und Durchführung vom Zukunftskonvent 2007 im Juni 2007 in Hannover und den Parteitag im Oktober 2007 in Hamburg, auf dem das neue Grundsatzprogramm der SPD, das sogenannte Hamburger Programm beschlossen wurde. Zuletzt war er im Willy-Brandt-Haus Abteilungsleiter für „Organisation und Parteileben“.
Im Jahr 2008 übernahm Rüter das Amt des Landesgeschäftsführers der SPD Niedersachsen. Zusätzlich war Rüter der SPD-Wahlkampfleiter bei der niedersächsischen Landtagswahl am 20. Januar 2013.
Er ist Beisitzer im Landesvorstand der SPD Niedersachsen.
Von 2013 bis 2017 war Rüter als  Staatssekretär niedersächsischer Bevollmächtigter beim Bund.
Rüter war Mitglied nach der Bundestagswahl 2017 Mitglied einer parteiexternen Arbeitsgruppe, die das schlechte Wahlergebnis der SPD analysierte. Im Oktober 2021 veröffentlichte er zusammen mit Horand Knaup und der Politikwissenschaftlerin Ulrike Single die Analyse und den Reformbericht Neue Perspektiven.
Er bereitete bis 26. Mai 2019 den Europawahlkampf organisatorisch vor. Vom 4. August bis 1. September 2019 unterstützte er Dietmar Woidke beim Wahlkampfendspurt in Brandenburg.

### Staatssekretär
Am 27. Februar 2013 wurde Rüter für das Bundesland Niedersachsen im Rang eines Staatssekretärs in der Bundeshauptstadt Berlin Ansprechpartner für die Verfassungsorgane des Bundes (Deutscher Bundestag, Bundesrat und Bundesregierung) und für die Bevollmächtigten der anderen Länder.
Im Zuge der Affäre über die Vergabe öffentlicher Aufträge in der Niedersächsischen Staatskanzlei wurde er am 22. August 2017 – weniger als zwei Monate vor der vorgezogenen Landtagswahl – von Ministerpräsident Stephan Weil (SPD) entlassen. Wegen der Vergabe-Affäre wurde ein Untersuchungsausschuss eingerichtet, vor dem auch Rüter geladen wurde. Bereits drei Monate zuvor war wegen dieser Affäre die Wirtschafts-Staatssekretärin Daniela Behrens (SPD) entlassen worden, ebenso der Sprecher des Wirtschaftsministeriums.
Von der Staatsanwaltschaft Hannover wurden die Vorwürfe abschließend geprüft und festgestellt, dass Staatssekretär a. D. Rüter weder strafrechtlich noch disziplinarisch Vorwürfe gemacht werden könnten. Es wurde kein Verfahren von der Staatsanwaltschaft eröffnet. Es habe sich weder ein Anfangsverdacht ergeben noch sind Landesgelder veruntreut worden.

### Agenturarbeit
2018 gründete Rüter die Agentur Beratung 42.0 GmbH für Strategie und Kommunikation. Die Beratung 42.0 GmbH berät Unternehmen, Verbände und Einrichtungen in der Krisenkommunikation, Interessenvertretung sowie bei der Organisationsentwicklung.

## Analysen und Publikationen
2017 war Rüter Mitglied der unabhängigen Arbeitsgruppe, welche nach der Bundestagswahl 2017, das schlechte Wahlergebnis der SPD analysierte und wesentliche organisatorische Veränderungen für die Kampagnenfähigkeit der SPD entwickelt hat. Der resultierende Bericht "Aus Fehlern lernen" wurde am 11. Juni 2018 veröffentlicht.
Im Oktober 2021 veröffentlichte Rüter zusammen mit Horand Knaup und der Politikwissenschaftlerin Dr. Ulrike Single die Analyse und den Reformbericht "Neue Perspektiven" in welchem wesentliche Grundzüge für die Neuorientierung der SPD Baden-Württemberg gelegt wurden.
Für die SPÖ Oberösterreich erstellte er zusammen mit Jana Faus und Horand Knaup die Analyse und den Perspektivbericht "Klarheit, Zukunft, Team".

## Mitgliedschaften
Er ist Mitglied des Kuratoriums der Stiftung „Erinnerung, Verantwortung und Zukunft“ (EVZ). und als Experte bei Veranstaltungen im Einsatz (Ausstellungseröffnung: Solidarität und Widerstand. Deutsch-Griechische Beziehungen während der griechischen Militärdiktatur 1967–1974).
Michael Rüter ist Mitglied der IGBCE und der AWO.

## Privates
Rüter ist verheiratet, hat zwei Kinder und lebt in Hannover.